# Kíti
Kíti är en ort i Cypern.   Den ligger i distriktet Eparchía Lárnakas, i den östra delen av landet, 40 km sydost om huvudstaden Nicosia. Kíti ligger 33 meter över havet och antalet invånare är 3 278. Den ligger på ön Cypern.
Terrängen runt Kíti är huvudsakligen platt, men västerut är den kuperad. Havet är nära Kíti åt sydost.  Närmaste större samhälle är Larnaca, 9,6 km nordost om Kíti. 